# Fiscales, el ojo de la ley
Fiscales, el ojo de la ley fue un programa de la televisión argentino presentado por la periodista María Laura Santillán y producido por Ideas del Sur. El programa se emitió en el Canal 13 de Buenos Aires desde el 19 de abril de 2006 hasta fines de ese año y constó de 13 capítulos.
Relataba casos judiciales desde la óptica de los fiscales que actuaron como acusadores. Se ocupaban de casos de brutalidad policial, contaminación, asesinato y robo de bebés. El rating promedio del programa fue de 16 puntos. El equipo de producción fue el mismo que había realizado un año antes el ciclo Forenses, cuerpos que hablan, que relataba casos policiales desde la óptica de los forenses.
El productor ejecutivo del programa fue Javier Silverman, el coordinador de producción Ignacio Ramírez y entre los productores periodísticos se destacaron Mauro Szeta y Gustavo Ourfali, entre otros.